# Gastromega
Gastromega is een geslacht van vlinders van de familie spinners (Lasiocampidae).

## Soorten
- G. badia (Saalmüller, 1878)
- G. robusta De Lajonquière, 1972
- G. sordida (Mabille, 1879)